# Ingo Bredenbach
Ingo Bredenbach (* 20. März 1959 in Wuppertal) ist ein deutscher Organist und Kirchenmusiker. Von 1998 bis 2009 war er Professor für Orgelliteraturspiel und Orgelspiel zum Gottesdienst und lehrte in Tübingen an der Hochschule für Kirchenmusik, der er in dieser Zeit auch als Rektor vorstand. Seit 2010 ist er Kantor der Tübinger Stiftskirche und Bezirkskantor im Evangelischen Kirchenbezirk Tübingen.

## Biographie
Noch als Jugendlicher erhielt er seinen ersten Orgelunterricht (1976) und betätigte sich bereits ein Jahr darauf (1977) als Kirchenmusiker in der Bergischen Diakonie Aprath.
Bredenbach studierte ab 1979 Evangelische Kirchenmusik an der Folkwang-Hochschule in Essen; dabei führte er sein kirchenmusikalisches Engagement in Aprath weiter bis 1983, um dann als Kantor in Meerbusch-Lank tätig zu sein (1983–87). Während dieser Zeit schloss er sein Studium ab mit dem A-Examen (1985), dem sich dann im Jahr darauf ein Wechsel nach Süddeutschland anschloss: Von 1987 bis 1999 fungierte er in Nagold als Bezirkskantor, wobei er aber bereits von 1991 bis 1995 in Esslingen am Neckar als Dozent an der dortigen Hochschule für Kirchenmusik das Fach Orgel lehrte. Im Jahr darauf, 1996, wurde er zum Kirchenmusikdirektor ernannt und trat dann im Oktober 1998 die Stelle als Professor und Rektor der Hochschule für Kirchenmusik Tübingen der Evangelischen Landeskirche in Württemberg an. Seit Mai 2006 leitet er den BachChor Tübingen (ehemals Tübinger Kantatenchor). Im März 2009 wurde er zum Kantor der Tübinger Stiftskirche und Bezirkskantor im Evangelischen Kirchenbezirk Tübingen gewählt; mit dem Stellenwechsel zum 1. Januar 2010 gab er sein Amt an der Kirchenmusikhochschule auf.
Im Jahre 2021 promovierte Bredenbach an der Eberhard Karls Universität Tübingen bei Matthew Gardner im Fach Musikwissenschaft.
Am 17. Januar 2025 wurde Bredenbach die Hölderin-Plakette der Stadt Tübingen verliehen als „...musikalischer Brückenbauer – zur Musik selbst, aber auch zu den Tübingerinnen und Tübingern“.

## Kirchenlied
- Sage, wo ist Bethlehem, Text: Rudolf Otto Wiemer, im Gesangbuch Wo wir dich loben, wachsen neue Lieder - plus, Nr. 73

## Veröffentlichungen (Auswahl)
- (mit Siegfried Bauer): Probieren & Studieren. Lehrbuch zur Grundausbildung in der Evangelischen Kirchenmusik. Strube, München 1998, ISBN 3-921946-29-8.
- (mit Winfried Bönig): Orgelliteraturspiel - Orgelbaukunde (= Basiswissen Kirchenmusik, Bd. 4). 3. aktualisierte u. überarb. Aufl. Carus, Stuttgart 2020, ISBN 978-3-89948-411-3.
- J.S. Bach: „Le Musicien-Poete“ (J.S. Bach: Musiker und Dichter). Bach in der Sicht Albert Schweitzers. In: Ingo Bredenbach, Volker Leppin, Christoph Schwöbel (Hrsg.): Bach unter den Theologen. Themen, Thesen, Temperamente. Mohr Siebeck, Tübingen 2022, ISBN 978-3-16-159966-8, S. 179–226.
- Johann Sebastian Bachs Clavierunterricht. Bach als Lernender und Lehrender. Bärenreiter, Kassel 2024, ISBN 978-3-7618-2617-1 (Dissertation Universität Tübingen 2021).